# 헬무트 슈미트
헬무트 하인리히 발데마르 슈미트(독일어: Helmut Heinrich Waldemar Schmidt, 독일어 발음: [ˈhɛlmuːt ˈhaɪnʁɪç valˈdɛ.mar ˈʃmɪt] ( 듣기), 1918년 12월 23일~2015년 11월 10일)는 독일의 정치인으로, 사회민주당원이었다.
자신의 고향 함부르크에서 경제부와 교통부에 근무하고, 1974년 5월 7일에서 5월 16일까지 서독 연방총리 권한대행 직을 9일간 잠시 지낸 그는 이후 1974년 5월 16일부터 1982년까지 독일연방공화국의 제5대 연방총리을 지냈다. 사임 후, 1987년 정계에서 은퇴할 때까지 하원 의원으로서 계속 남아있었으며 1983년부터는 디 차이트 지의 공동 편집자를 역임하였다.

## 어린 시절
함부르크의 노동자 계급 구역에서 교사의 아들로 태어났다. 슈미트는 좋은 교육을 받고 영어에 능통하며 뛰어난 음악가가 되었다. 그는 항상 배우고 게으른 자들과 함께 교사의 조급으로 학생의 열정을 유지하였다. 아돌프 히틀러가 권력으로 나올 때 그는 14세였고, 16세 혹은 17세 때 자신의 조부가 유대인이라는 위험한 가족의 비밀을 숨겨야 했다.

## 군복무와 초기 경력
1937년 슈미트는 징병되어 육군에서 8년을 보내면서 1941년 소련 침공에 참전하여 1945년 4월 영국군에 의하여 포로로 잡히기 전에 포병 사관으로서 철십자 훈장을 받았다. 수용소에서 정치에 관심을 가지게 되어 1946년 그는 정식으로 사회민주당에 입당하였다. 함부르크 대학교에서 경제학을 전공하고 자신의 살던 도시의 행정부에 들어갔다.
1953년 35세의 나이로 그는 사회민주당의 대리로 선출되어 교통 부문 전문가로서 수도 본에 자신의 입지를 굳혔다. 1950년대 후반에 예비역 장교로 활동했고 서독의 핵무기 확보를 위한 정부의 입찰을 비난하면서 명성을 얻었다.

## 도시 정치 입문

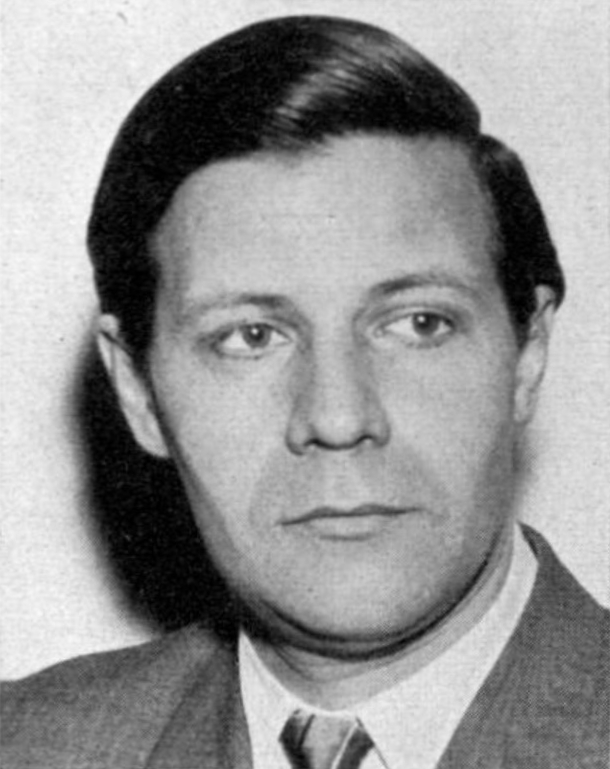
연방의원 시절의 슈미트

당의 대리로서 겉으로는 영구한 반대에서 자신의 역할을 지루하게 느낀 슈미트는 도시 정치로 전향하여 300명 이상의 주민들이 사망한 1962년 2월 16일 함부르크의 홍수와 함께 겨루는 데 즉시 자신의 결성적 실력들을 논증하였다. 슈미트는 1965년의 선거 후에 국내적 장면으로 돌아와 통치하는 기독교민주당과 대연정으로 사회민주당을 조정하는 데 도움을 주었다. 1966년과 1969년 사이에 당의 원내 총무로서 그는 자신을 "정치인들의 정치인"으로 설립하였다. 1969년 빌리 브란트가 1930년 이래 첫 사회민주당 총리가 될 때 슈미트는 1920년 이래 첫 사회민주당 국방부 장관이 되었다.
1972년 선거를 몇달 앞서 슈미트는 자신의 한번의 교수 카를 쉴러가 경제 정책에 사임할 때 재무부와 경제부 양쪽의 장관으로서 쉴러를 대체하였다. 브란트 총리의 위기 담당자로서 그는 신임을 회복하고 사회민주당과 자유민주당 연정을 위한 선거 승리를 안정시키는 도움을 주었다. 그러나 브란트의 증가적으로 느슨한 지도력 스타일과 행복하지 않은 슈미트는 국내 정치를 떠나는 데 예상하였으나 재무장관으로서 남아있었다. 1974년 5월 브란트가 간첩 혐의 사건에 연루되어 사임할 때 슈미트는 그의 대체를 위한 명백한 선택이었다. 그는 5년간 통치의 대연정을 부활시키고 새방향으로 돌릴 수 있던 정치인이었고, 아무도 그의 경제, 국방과 외교의 지배력을 능가하지 못했다.

## 연방총리 재임

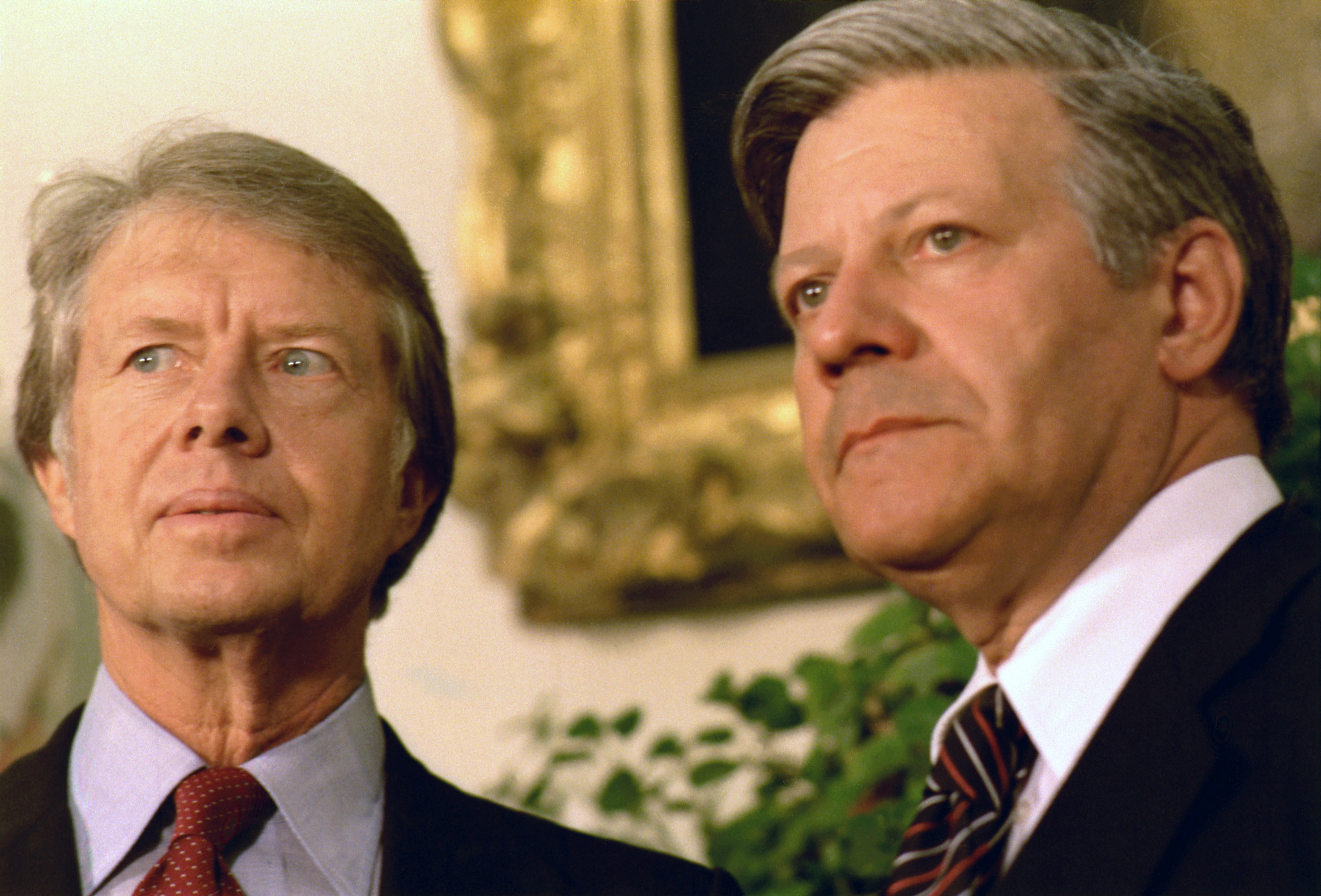
카터 대통령과 슈미트 (1977년 7월)

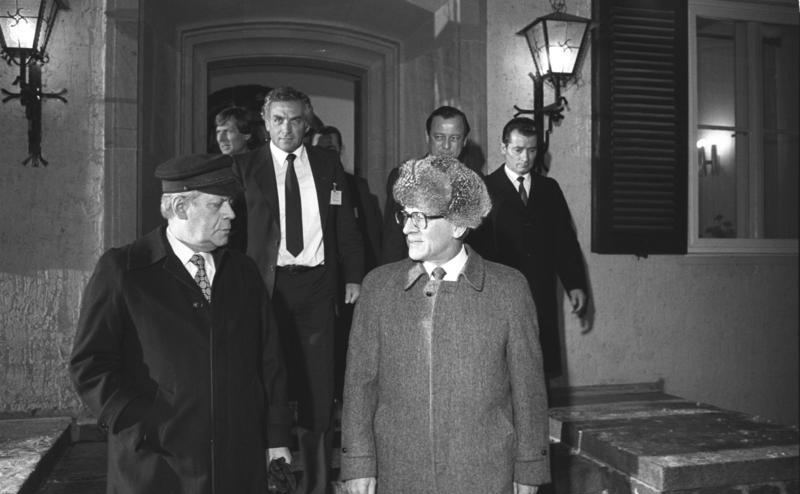
1981년 동독 방문시 될른제에서 에리히 호네커와 함께

슈미트로 권력이 이전되는 과정은 정돈되고 평화적이었다. 그는 조국의 동부 이웃들과 함께 서독을 화해시키는 브란트의 정책을 지속하였으나 서방 동맹국들에서 더욱 강하게 느껴진 서독의 존재를 만들었다. 막다른 서유럽 연합과 대서양 동맹국에서 긴장들은 슈미트에게 국제적 공동체를 더욱 잘 받아들일 수 있도록 만들어 서독의 연설자로서 국가 자신과 함께 갈라진 유럽을 화해시키는 상징을 만들었다. 프랑스의 발레리 지스카르 데스탱 대통령과 가까운 관계는 양국간 인연을 통합하였다. 슈미트의 총리 재직은 베트남 전쟁과 워터게이트 사건과 선취된 미국과 나이든 크렘린의 지도력에 의하여 창조된 무효 안에서 새로운 국가적 자기 과신을 표현하였다.

### 슈미트 아래 사회적 향상들
경제적 도전들과 마저 슈미트 정부는 다음과 같은 많은 사회적 향상들을 이루었다 - 
- 연금 - 노인들을 위한 연금이 증가하였다.

- 가족 지원금 - 자녀들을 위한 월별 납부액이 1975년 상당히 증가하였다.

- 장애인 - 장애인들을 위하여 지원과 갱생을 향상시키는 데 법률들이 통과되었다.

- 기업 연금 - 만약 근로자들이 직업을 떠났어도 그들이 그들의 회사 연금을 지키는 것을 확실히 하는 데 만들어진 규칙들.

- 주택 - 주택 개조와 에너지 절약과 함께 도움을 주는 데 소개된 법률.

- 노동권 - 회사 이사회에 직원들에게 더욱 많은 발언권을 주는 데 장소에 놓인 시스템.

- 청년 취업 - 청년들을 위하여 근무 시간들을 줄이고 최저 노동 연령을 상승시킨 법률.  프로그램들은 젊은이들이 직업을 찾고 훈련하는 도움을 주는 데 창조되었다.

- 소비자 보호 - 유해한 제품들과 공평지 않은 판매 기간으로부터 소비자들을 보호한 새로운 법률.

- 이혼 개혁 - 특히 경제적으로 약한 파트너를 위하여 이혼을 더욱 공평하게 만드는 데 변화된 법률.  결혼한 여성들은 자신들의 남편들의 허락없이 일하는 데 권리를 얻었다.

- 이민자 권리 - 외국인 거주자들은 5년 후에 무제한의 거주 허가으로 권리를 얻었다.

- 육아 휴직 - 유급 육아 휴직이 일하는 모친들을 위하여 연장되었다.

### 위신과 상회

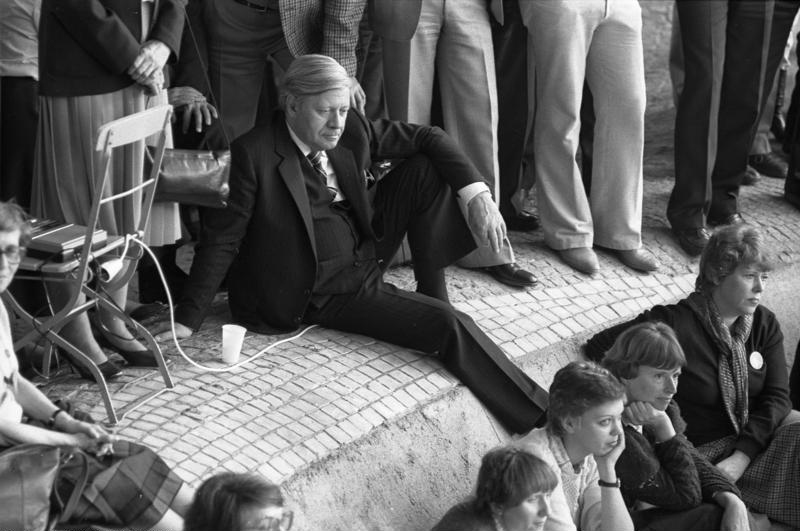
1982년 뮌헨에서 열린 사회민주당 전당 대회에서

슈미트의 1973년과 1974년의 석유 파동 이후의 서독 경제를 다루는 교활함은 그에게 널리의 위신과 고향의 상회를 주었다. 사회민주당 안에서 독일 정치에 전혀 비치지 않은 열정을 가진 브란트와 달리 슈미트의 정통 인기는 자신의 당을 위하여 냉담한 후원 만으로 번역되었다. 1976년 선거 후에 그는 다수의 한 투표에 의하여 국회에서 총리로 선택되었다. 아직 슈미트의 위신은 자신이 1977년 그 절정을 이룬 테러리즘의 방향을 효과적으로 타고 나면서 높이 치솟았다.
독일인들은 데탕트의 주요 수익자들로 지내왔으며, 그들은 유럽에서 미국의 핵무기 우월의 쇠퇴에 의하여 가장 위협을 받았다. 슈미트는 2선의 전략 정책으로 나토를 조정하는 시도를 하였는 데 서유럽, 대부분 독일 땅에 중간 레인지의 핵무기를 요구하는 동안에 소련과 무기 통제를 위한 심각한 협상들이었다. 좌절로 이끈 유로 로케트들에 최고 권력의 동의를 얻는 노력들과 데탕트는 소련의 아프가니스탄 침공, 폴란드의 위기와 미국에서 로널드 레이건의 선거와 함께 온 세계 정치들에서 관념 형태의 방향에 의하여 파멸하였다.
1980년 선거에서 슈미트는 프란츠 요제프 슈트라우스를 꺾었으나, 슈미트의 당은 간신히 여당 지위를 유지하였다. 하지만 연정 파트너였던 자유민주당이 이탈을 하고 헬무트 콜 아래 새로운 보수적 정부를 수립하는 쪽으로 진로를 선회하였다. 그러는 동안 사민당 내의 좌파는 비협조적이었다. 슈미트 역시 건강 악화로 인해 1982년 총리직에서 물러났다. 그의 재임기간은 8년 반 가량이었다.

## 말년

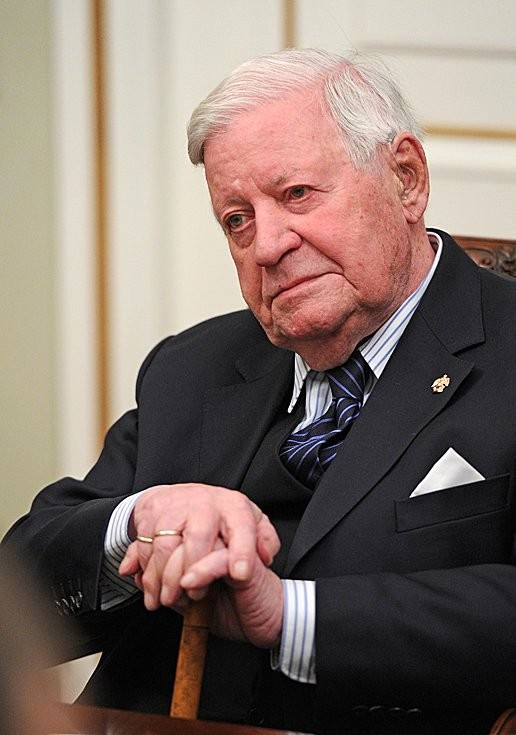
2013년의 슈미트

은퇴한 슈미트는 부족한 지출을 통하여 미국의 군사 증강의 일부로서 자신의 당의 중립주의자들의 "서방을 위한 거대한 전략"(1985년)에서 비판적으로서 담대하게 남아있었다.
1997년 6월 슈미트는 자신이 말한 정부의 국고의 단속에 콜 총리와 재무 장관 테오 바이겔에게 사임하는 데 요구하였다.
함부르크에 돌아와 여생을 보낸 슈미트는 2015년 11월 10일 96세의 나이로 사망하여 올스도르프 묘지에 안장되었다.

## 저서
- 《이웃에서 동반자로: 슈미트 전 독일 총리의 통일독일 개혁론》, (매일경제, 1994), ISBN 978-89-7442-038-3
- 《미래의 권력: 내일의 승자와 패자들》, (갑인공방, 2005), ISBN 978-89-90603-27-2
- 《구십 평생 내가 배운 것들》, (바다출판사, 2016), ISBN 9788955618860(8955618867)